# Behemot

Yahveh señalando a Behemot y Leviatán. Behemoth and Leviathan, acuarela de William Blake perteneciente a Ilustraciones del Libro de Job de William Blake.

Behemot, Bahamuth o Bégimo (hebreo: בהמות) es una bestia mencionada en Job 40:10-19. También se menciona en El Libro De Enoc. Metafóricamente, su nombre ha llegado a ser usado para connotar algo extremadamente grande o poderoso. Según las características que refiere la Biblia y las investigaciones sobre aquellas, Behemot podría ser un hipopótamo de tiempos actuales u otro animal desconocido. Algunos aducen que fuese un dinosaurio de eras pasadas.

## Descripción
Algunos estudiosos bíblicos interpretan que el Behemot está asociado al hipopótamo o al rinoceronte, aunque la descripción dada no se asemeja en varios detalles[cita requerida].  Otros estudiosos bíblicos interpretan que se trata de un dinosaurio debido a las características descritas[cita requerida], entre ellas que su cola podría compararse con un cedro que se mueve, y la cola del hipopótamo o del rinoceronte no parecen encajar en la descripción. En cualquier caso los autores del texto bíblico no tenían conocimiento alguno de paleontología.
Behemot aparece mencionado en la Biblia en Job 40:10-19 junto a otro monstruo, Leviatán, como referencias descriptivas que el Dios bíblico le da a Job ("..Mira a Behemot, criatura mía igual que tú" y "..¿Puedes pescar a Leviatán con un anzuelo, o atarle la lengua con una cuerda?") para demostrarle su poder y sabiduría, la cual se refleja en su creación y sus criaturas. 
Según las características dadas, esta última bestia podría representar al cocodrilo o al mitólogico dinosaurio-dragón. La caza de hipopótamos y cocodrilos fue un peligroso deporte practicado con cierta frecuencia por la realeza egipcia, como puede contemplarse en algunos frescos y relieves de esa cultura pero según la cita bíblica que lo describe, no se hace referencia a su caza sino más bien a la "necedad" de quien pretendiera practicarla con bestia semejante. 
En el apócrifo Libro de Enoc Behemot y Leviatán son descritos así:

Y en ese día se separarán dos monstruos, una hembra llamada Leviatán, que morará en el abismo sobre donde manan las aguas, y un macho llamado Behemot, y ocupará con sus pechos un desierto inmenso llamado Dandain.
Libro de Enoc

En otras leyendas hebreas [cita requerida] ambas criaturas son enemigas que se enfrentaron al principio de los tiempos y han de ser destruidas por Dios antes de que acaben con su Creación. Otras versiones de estas leyendas [cita requerida] sostienen por el contrario que la batalla entre los monstruos no fue al principio, sino que será el día del Juicio Final. Durante la Edad Media, Behemot llegó a ser el nombre de un demonio.
La descripción más completa de Behemot se encuentra sin embargo en el Libro de Job:

He aquí ahora Behemot, el cual hice como a ti; hierba come como buey. He aquí ahora que su fuerza está en sus lomos, y su vigor en los músculos de su vientre. Su cola mueve como un cedro, y los nervios de sus muslos están entretejidos. Sus huesos son fuertes como bronce, y sus miembros como barras de hierro. Él es el principio de los caminos de Dios; el que lo hizo puede hacer que su espada a él se acerque. Ciertamente los montes producen hierba para él; y toda bestia del campo retoza allá. Se echará debajo de las sombras en lo oculto de las cañas y de los lugares húmedos. Los árboles sombríos lo cubren con su sombra; los sauces del arroyo lo rodean. He aquí sale de madre el río, pero el no se inmuta. Tranquilo está, aunque todo un Jordán se estrelle contra su boca. Debajo de los lotos se revuelca, en la espesura de cañas y de juncos. Le cubren los lotos con su sombra, le rodean los sauces del torrente. ¿Lo tomará alguno cuando está vigilante,y horadará su nariz?
Job 40:10-19

## Identidad

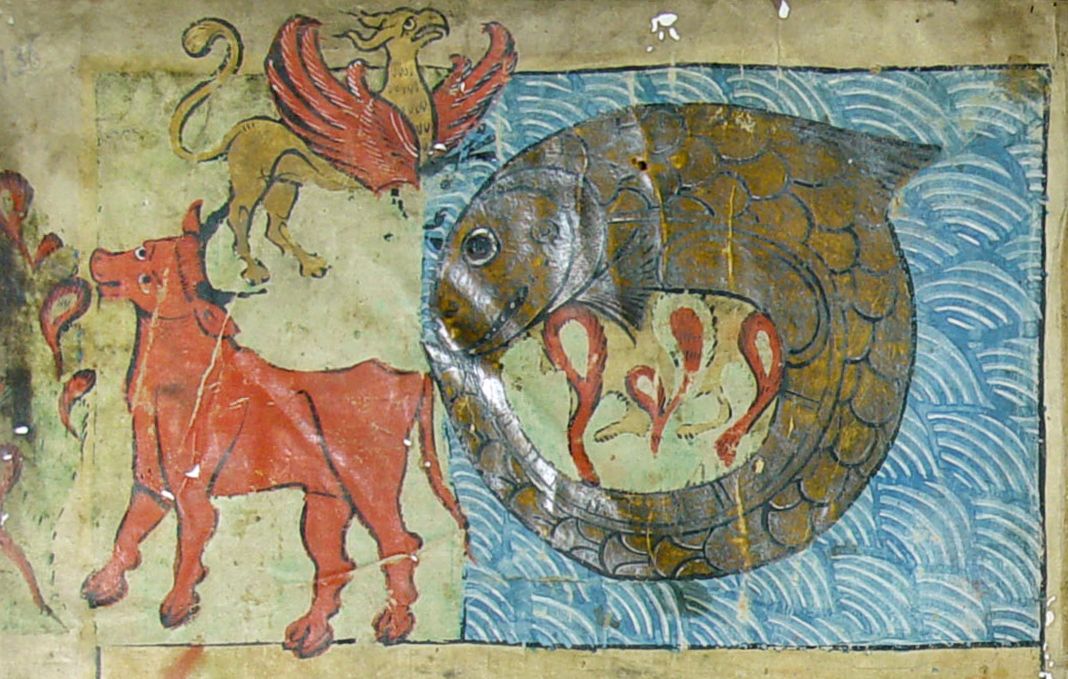
Leviatán, Behemot y Ziz

Desde el siglo XVII ha habido varios intentos para identificar a Behemot, algunos estudiosos lo han visto como una criatura real de nuestro tiempo, usualmente como un hipopótamo, y ocasionalmente como un elefante, cocodrilo o búfalo de agua
La referencia a su "cola" que "se mueve como un cedro", es un problema para la teoría de bestia contemporánea, debido a que no puede ser identificado como la cola de algún animal de nuestra era. El biólogo Michael Bright sugiere que esta referencia alude a la forma de brocha de sus ramas, la que se asemeja a las colas de los elefantes e hipopótamos modernos, sin embargo, la referencia no menciona una parte del cedro (las ramas) sino al árbol de cedro.
Algunos lo han identificado con la trompa de un elefante, pero podría referirse al pene de Behemot, basados en otro significado de la palabra Hebrea "mover", que significa "extender", y en la segunda parte del versículo 17 que describe el tendón cerca de sus "rocas"- no, como en la traducción superior, sus muslos. La Vulgata, reconociendo esto, usa la palabra testiculorum, ‘testículos’.
Otra opinión es que Behemot es el producto de la imaginación del autor de Job, un símbolo del poder de Dios: en el versículo 24, es descrito con un anillo (lit. lazos) en su nariz, señal de que había sido domado por Yahveh y a la vez, se niega que pueda ser domado por el hombre ("..Su hacedor lo tomará por sus ojos en tropezaderos, y horadará su nariz " o "..¿Quién se atreverá a herirle los ojos y ponerle una argolla en las narices ?").

## Etimología
En el original hebreo se mencionan 2 palabras:
- kemo, que habla de "algo en semajanza a", "que se usa por separado" y "de no ser menos que". En este caso se refiere al cedro (que en su original hebreo es eh'-rez y viene de otra palabra hebrea araz, referente a la firmeza como el cedro).

- kjaféts, que habla sobre inclinar, doblar y mover. Por tanto, se está hablando de una cola que es semejante al cedro y no menos que eso, que se puede mover por separado, se inclina y se dobla a voluntad de la bestia descrita.

Es decir, se entiende que habla de ambas cosas: semejanza al cedro y movimiento como el cedro.
Los Cedros son grandes árboles de 25 a 50 metros a cuya altura el aire pudiera moverlos fuertemente y ese movimiento sería lo bastante fuerte y por ende peligroso, para cualquier otro ser vivo cercano. Si el movimiento de la cola de esta bestia es semejante al de estos árboles, su tamaño debiera ser gigantesco como de los dinosaurios de eras pasadas para asemejarse a la majestuosidad o grandeza que se describe en Job 40.
Según Borges (conferencias recopiladas en Siete Noches - teatro Coliseo de Buenos Aires), Behemot es un nombre plural y significa muchos animales en hebreo.
Dios está más allá de todo juicio humano y para ayudarnos a comprenderlo se sirve de dos ejemplos extraordinarios: el de la ballena y el del elefante. Busca estos monstruos para significar que no son menos monstruosos para nosotros que el Leviatán y el Behemot (cuyo nombre es plural y significa muchos animales en hebreo). Dios está más allá de todos los juicios humanos y así lo declara Él mismo en el Libro de Job. Y los hombres se humillan ante Él porque se han atrevido a juzgarlo, a justificarlo. No lo precisa. Dios está, como diría Nietzsche, más allá del bien y del mal. Es otra categoría.